# Confederação de Beach Soccer do Brasil
A Confederação de Beach Soccer do Brasil (CBSB) foi fundada em 1998 como Confederação Brasileira de Beach Soccer por três federações estaduais a fim de se adequar à legislação brasileira (Lei Pelé). Atualmente conta com 12 federações filiadas.
A atual CBSB é responsável pela administração da Seleção Brasileira de Futebol de Areia e a organização dos torneios nacionais. É a entidade máxima de regulação e organização do futebol de areia no Brasil, atuando conjuntamente com a Confederação Brasileira de Futebol.

## Federações afiliadas
- Federação Alagoana de Beach Soccer
- Federação Amazonense de Futebol de Areia
- Federação de Beach Soccer do Estado da Bahia
- Federação de Beach Soccer do Distrito Federal
- Federação de Beach Soccer do Espírito Santo
- Federação de Beach Soccer do Estado do Paraná
- Federação de Beach Soccer do Estado de Pernambuco
- Federação de Beach Soccer do Estado do Rio de Janeiro
- Federação de Beach Soccer e Esportes de Areia do Estado do Rio Grande do Sul
- Federação Catarinense de Beach Soccer
- Federação de Beach Soccer do Estado de São Paulo
- Federação de Beach Soccer do Estado do Tocantins

## Seleção Brasileira
A Seleção Brasileira é a equipe que representa o Brasil em competições internacionais de futebol de areia. Após ter vencido 14 das 18 edições da Copas do Mundo de Futebol de Areia, a seleção é de longe o mais vitoriosa do futebol de areia no mundo.